# Российское влияние в Африке
СМИ и ряд исследователей отметили растущее влияние России на африканском континенте. 
В прошлом СССР активно участвовал в политической жизни континента — содействовал национально-освободительным движениям, а затем оказывал поддержку молодым африканским государствам. В первые годы после распада СССР имел место спад интереса России к Африке, который затем сменился этапом развития сотрудничества. Факторами, определившими усиление роли России в 2020-х годах стали военная и политтехнологическая помощь странам Африки, а также использование наследия Советского Союза и модель политического взаимодействия, основанная на покровительстве. 
Согласно Африканскому центру стратегических исследований, в наибольшей степени российское влияние проявляется в ЦАР, Мали, Судане и Зимбабве. По Financial Times, в наибольшей степени усиление российского влияния проявилось в странах региона Сахель: ЦАР, Мали, Судан, Буркина-Фасо в связи с военной помощью, оказываемой странам региона российскими частными военными компаниями.

## Предыстория
Взаимоотношения СССР и государств Африки зародились ещё в колониальный период их истории. Советское государство поддерживало национально-освободительные движения в ряде африканских стран. После формирования независимых африканских государств, СССР оказывал им существенную поддержку. За время своей активности на континенте СССР заключил межправительственные соглашения с 37 африканскими странами. Советские специалисты участвовали в реализации более 600 проектов различной направленности. За время сотрудничества было возведено более 30 промышленных объектов в области энергетики суммарной мощностью 2.9 млн кВТ, крупнейшим из которых стал Асуанский гидроузел. Кроме того были построены три нефтеперерабатывающих завода общей мощностью 2.6 млн тонн и 29 машиностроительных и металлообрабатывающих предприятий. Постсоветские годы характеризовались ослаблением внимания к Африке и снижением влияния на страны континента. В этот период на континенте закрылись 9 дипломатических представительств России. В более поздний период политический и экономический интерес к Африке со стороны России усиливался, в частности, в связи с интересом крупных российских компаний к рынку африканского сырья. Активизировались контакты на высшем уровне: В. Путин и Д. Медведев совершили официальные визиты в ряд африканских стран. Россия осуществила списание долгов африканским странам на сумму более 20 млрд долларов, это связывают с неплатёжеспособностью ряда стран и заинтересованностью России в полезных ископаемых Африки (в частности, марганца, хрома и урана).

## Саммиты России с африканскими странами
см. Саммит Россия — Африка

### Первый саммит «Россия — Африка»
Первый саммит «Россия — Африка» прошел в Сочи 23 и 24 октября 2019 года. В саммите приняли участие делегации всех 54 государств Африки, более 40 из них были представлены на уровне первых лиц. Сопредседательствовали Россия и Египет.

### Второй саммит «Россия-Африка»
Второй саммит «Россия — Африка» состоялся 27—28 июля 2023 г. в Санкт-Петербурге. Его посетили представители 49 из 54 стран Африки, 27 из которых — первые либо вторые лица государств. В форуме приняли участие руководители «Африканского союза» и ряда других организаций континента.
Россия и страны Африки видят большие перспективы сотрудничества в нефтегазовой сфере — от геологоразведочных работ (ГРР) до строительства нефтеперерабатывающих заводов (НПЗ). Развитие экономик стран Африки, рост населения и борьба с энергетической бедностью обеспечит рост потребления энергоресурсов на континенте.
Россия готова удовлетворять растущий спрос Африки.

## Военное взаимодействие
Россия расширяет влияние на африканские страны в военной сфере за счёт увеличения объёмов продаж оружия, заключения соглашений в сфере безопасности, а также развитие программ подготовки военных кадров для стран региона. В период расцвета Советского Союза он обладал сильным влиянием на Африку. Многие страны в период после обретения независимости получали дипломатическую или военную поддержку со стороны СССР. Согласно BBC, первой африканской страной, наладившей взаимодействие с российскими ЧВК стала ЦАР в 2017 году. Целью бойцов была помощь президенту Туадере в сохранении контроля над страной. Российские военные специалисты действовали также в Ливии, Судане, Мозамбике и Мали. Африка стала ключевым рынком сбыта для российской военной промышленности. По данным государственного агентства страны по экспорту вооружений, почти половина всего оружия, поступающего в Африку, поступает из России. Основные импортеры российских вооружений — Алжир и Египет, новые рынки — Нигерия, Танзания и Камерун.

## Экономическое сотрудничество
Российские промышленные компании в Африке осуществляют деятельность примерно по 100 направлениям, которые можно разделить на пять групп:
- действующие промышленные предприятия, созданные на основе российских проектных решений. В проектах используется оборудование российского производства. Чаще всего это компании сырьевого, энергетического и телекоммуникационного секторов (например, рудник «Русала» Диан-Диан в Гвинее, золотые прииски Nordgold в Буркина-Фасо, добыча нефти «Ростефтью» у берегов Египта и ЛУКОЙЛом в Гане, Египте и Нигерии, центр ГЛОНАСС в ЮАР);
- промышленные объекты с российскими технологиями, находящиеся в строительстве (например, металлургический супердолгострой Ajaokuta Steel в Нигерии, «Российская промышленная зона» в Египте, центр ядерной науки и технологий в Замбии, «Уралхим» с ангольской Grupo Opaia строит завод «Аммиак-карбамид»);
- поставки российской промышленной продукции (праворульные самосвалы «КамАЗ» в ЮАР, специальные железнодорожные вагоны в Гвинею от Объединённой вагоностроительной компании, железнодорожное оборудование «Трансмашхолдинга» в ЮАР);
- оказание научно-инжиниринговых услуг (проведение экспертиз, аудит, предварительное ТЭО и ТЭО, испытания, разработки технических проектов и технологических регламентов, обоснование техники безопасности и пр., например: НПО ЦКТИ имени Ползунова совместно с ПАО «Силовые машины» выполняет работы по гидравлическим испытаниям оборудования блока ТЭС «Жижель» (Алжир));
- приобретение местных предприятий (например, металлургический завод (Si-Mn) группы «Ренова» в ЮАР).

Около 70 % алмазной продукции Анголы поступает от совместного российско-ангольского предприятия ГРО «Катока», горнорудный комплекс позволяет добывать до 10 млн тонн руды в год. 
Гвинейская Республика является одним из ключевых регионов деятельности «Русал», вложившего в экономику страны более 500 млн долларов. В стране находится около 50 % мировых запасов бокситов, являющихся основным сырьём для алюминиевой промышленности. Отмечено, что российские бизнесмены склонны входить в страну исключительно через поддержку российского государства и межправительственные отношения с африканскими странами.

## Опросы и оценки
Согласно результатам опроса Фонда «Общественное мнение», проведенном в августе 2023 года, 37 % граждан РФ уверены в том, что Россия имеет наибольшее влияние в Африке по сравнению с другими странами, по 12 % считают наибольшим влияние Китая или европейских государств, 11 % считают самыми влиятельными США.